# Ikast FS
Ikast FS is een Deense voetbalclub uit Ikast.

## Geschiedenis
De club werd in 1935 opgericht en speelde in 1979 voor het eerst in de hoogste klasse en werd in het eerste seizoen tiende op 16 clubs. Na een vijfde plaats in 1980 ging het twee seizoenen minder goed maar dan herpakte Ikast zich weer en werd zesde. De volgende seizoenen bleef de club in de middenmoot. Na een verloren bekerfinale tegen B 1903 in 1986 werd de club vicekampioen in 1987. In 1989 werd opnieuw de bekerfinale gehaald, en deze keer werd er verloren van Brøndby IF. Na een derde plaats in 1990 degradeerde de club in 1991.
Ikast keerde terug in 1993/94 en degradeerde in 1995 weer. Na één seizoen vond de club terug aansluiting maar degradeerde opnieuw. De bekerfinale werd wel nog wel een keer gehaald in 1997 maar voor de derde keer verloren, dit keer tegen FC Kopenhagen. In de tweede klasse werd Ikast derde in 1999 klassegenoot Herning Fremad als vierde. De eerste eltallen van deze beide verenigingen werden samengevoegd en gingen verder onder de naam FC Midtjylland (Midden-Jutland) en ontwikkelde zich als een subtopper in de hoogste klasse. De lagere elftallen van de clubs bleven onder de oude naam in de verschillende competities spelen.

## Erelijst
- Beker van Denemarken

Finalist: 1986, 1989, 1997
- Deens kampioen 2e klasse

1993, 1997
| 5 |

| 1 |

| 6 |

| 9 |

| 5 |

| 11 |

| 2 |

| 9 |

| 7 |

| 8 |

| 8 |

| 8 |

| 10 |

| 8 |

| 9 |

| 12 |

| 3 |

| 2 |

| 5 |

| 1 |

| 10 |

| 8 |

| 2 |

| 10 |

| 5 |

| 12 |

| 13 |

| 6 |

| 7 |

| 11 |

| 6 |

| 2 |

| 10 |

| 10 |

| 3 |

| 10 |

| 3 |

| 5 |

| 4 |

| 1 |

| 7 |

| 7 |

| 9 |

| 4 |

| 11 |

| 1 |

| 11 |

| 3 |

| Superligaen (Niv. 1) | 1. division (Niv. 2) | 2. Division (Niv. 3) |

In 1991 werd de Superligaen geïntroduceerd. De 1. division werd vanaf dat jaar het 2e niveau en de 2. division het 3e niveau. 
 In de seizoenen 1991/92 t/m 1994/95 werd een herfst (h)- en een voorjaarscompetitie (v) gespeeld, waarbij in de herfst al werd gepromoveerd en gedegradeerd.

## Ikast in Europa
Uitslagen vanuit gezichtspunt Ikast FS
| Seizoen                                                    | Competitie   | Ronde | Land                | Club            | Totaalscore | 1e W    | 2e W    | PUC |
| ---------------------------------------------------------- | ------------ | ----- | ------------------- | --------------- | ----------- | ------- | ------- | --- |
| 1988/89                                                    | UEFA Cup     | 1R    | Vlag van Oostenrijk | First Vienna FC | 2-2 u       | 0-1 (U) | 2-1 (T) | 2.0 |
| 1989/90                                                    | Europacup II | 1R    | Vlag van Nederland  | FC Groningen    | 1-3         | 0-1 (U) | 1-2 (T) | 0.0 |
| 1991/92                                                    | UEFA Cup     | 1R    | Vlag van Frankrijk  | AJ Auxerre      | 1-6         | 0-1 (T) | 1-5 (U) | 0.0 |
| Totaal aantal behaalde punten voor UEFA coëfficiënten: 2.0 |              |       |                     |                 |             |         |         |     |

## Bekende (oud-)spelers
- Lars Bastrup
- Mogens Krogh
- Torben Piechnik
- Jens Steffensen

### Internationals
De navolgende voetballers kwamen als speler van Ikast FS uit voor een vertegenwoordigend Europees A-elftal. Tot op heden is Henning Boel degene met de meeste interlands achter zijn naam. Hij kwam als speler van Ikast FS in totaal dertien keer uit voor het Deense nationale elftal.
| Naam               | Van        | Tot        | Totaal | Nationaal elftal |
| ------------------ | ---------- | ---------- | ------ | ---------------- |
| Henning Boel       | 03.07.1966 | 22.10.1967 | 13     | Denemarken       |
| Pertti Alaja       | 03.05.1978 | 29.08.1979 | 11     | Finland          |
| Ejner Rahbek       | 04.05.1983 | 18.05.1988 | 10     | Denemarken       |
| Petri Helin        | 26.10.1994 | 11.06.1995 | 8      | Finland          |
| Antti Sumiala      | 12.10.1994 | 14.12.1994 | 5      | Finland          |
| Kari Rissanen      | 05.02.1998 | 05.06.1998 | 3      | Finland          |
| Torben Christensen | 18.04.1984 | 27.01.1985 | 3      | Denemarken       |
| Johnny Hansen      | 10.02.1989 | 12.02.1989 | 2      | Denemarken       |
| Kristian Mosegaard | 02.10.1957 | 13.10.1957 | 2      | Denemarken       |